# Xemxija Heritage Trail

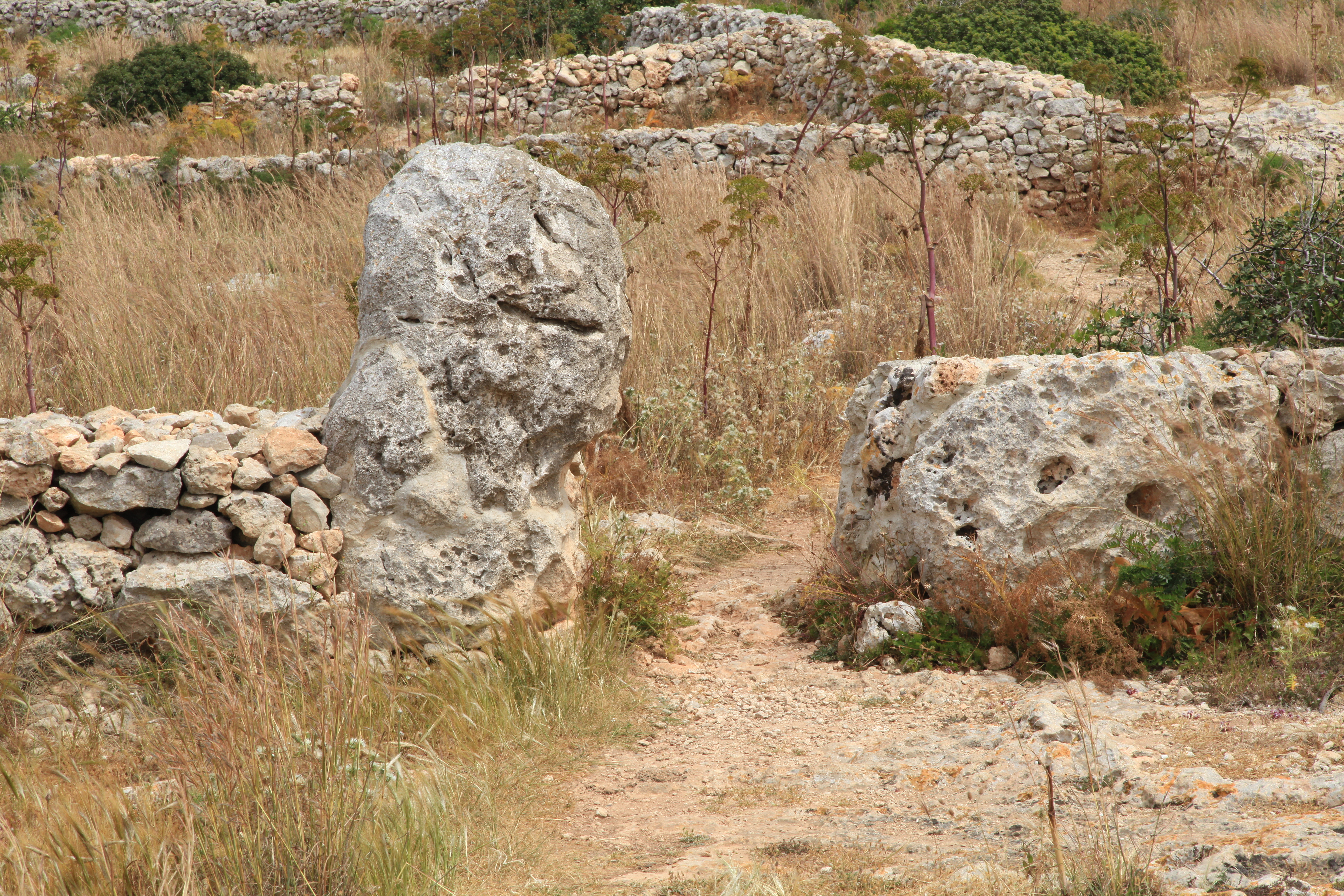
Pozostałości po świątyni megalitycznej

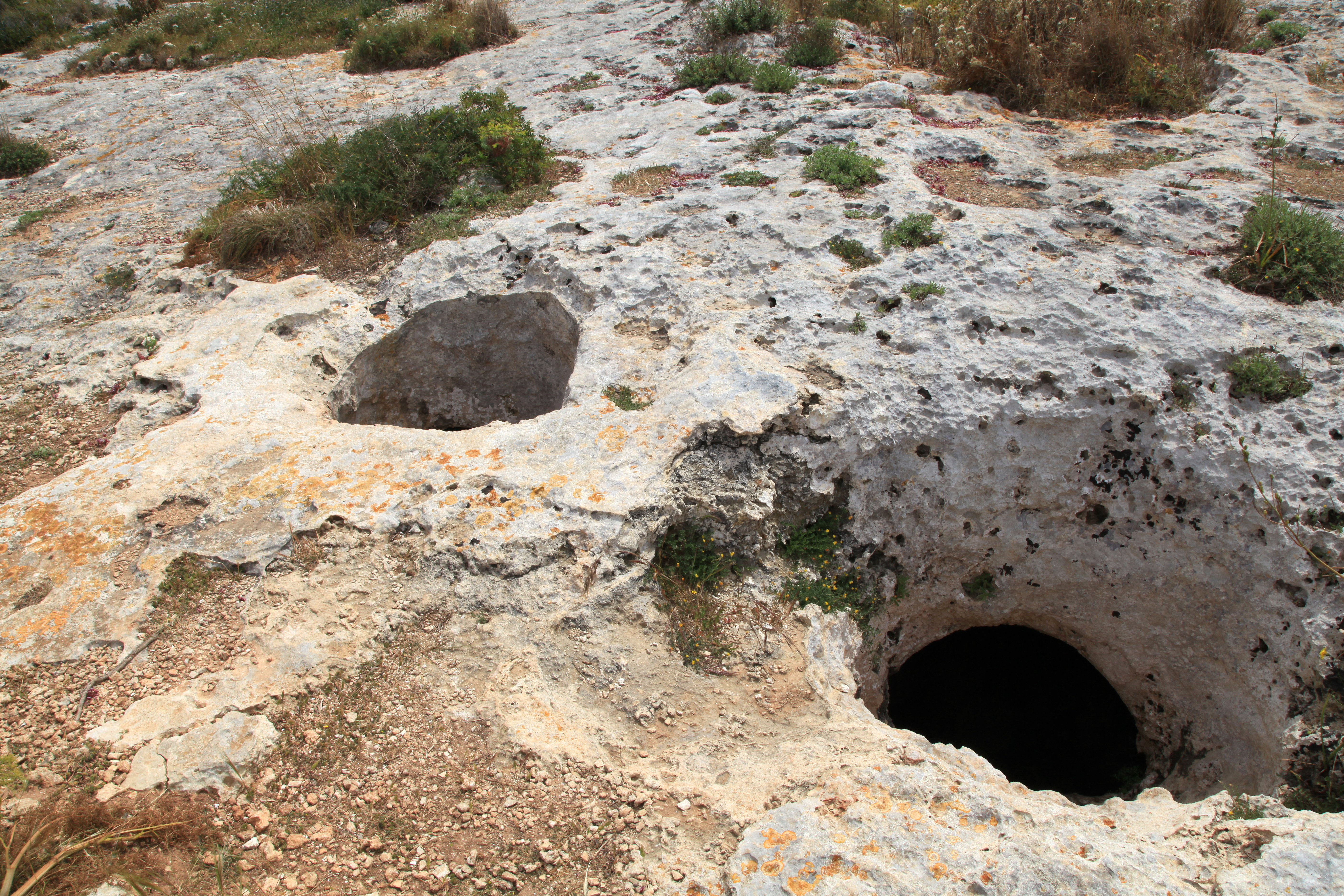
Jeden z grobowców

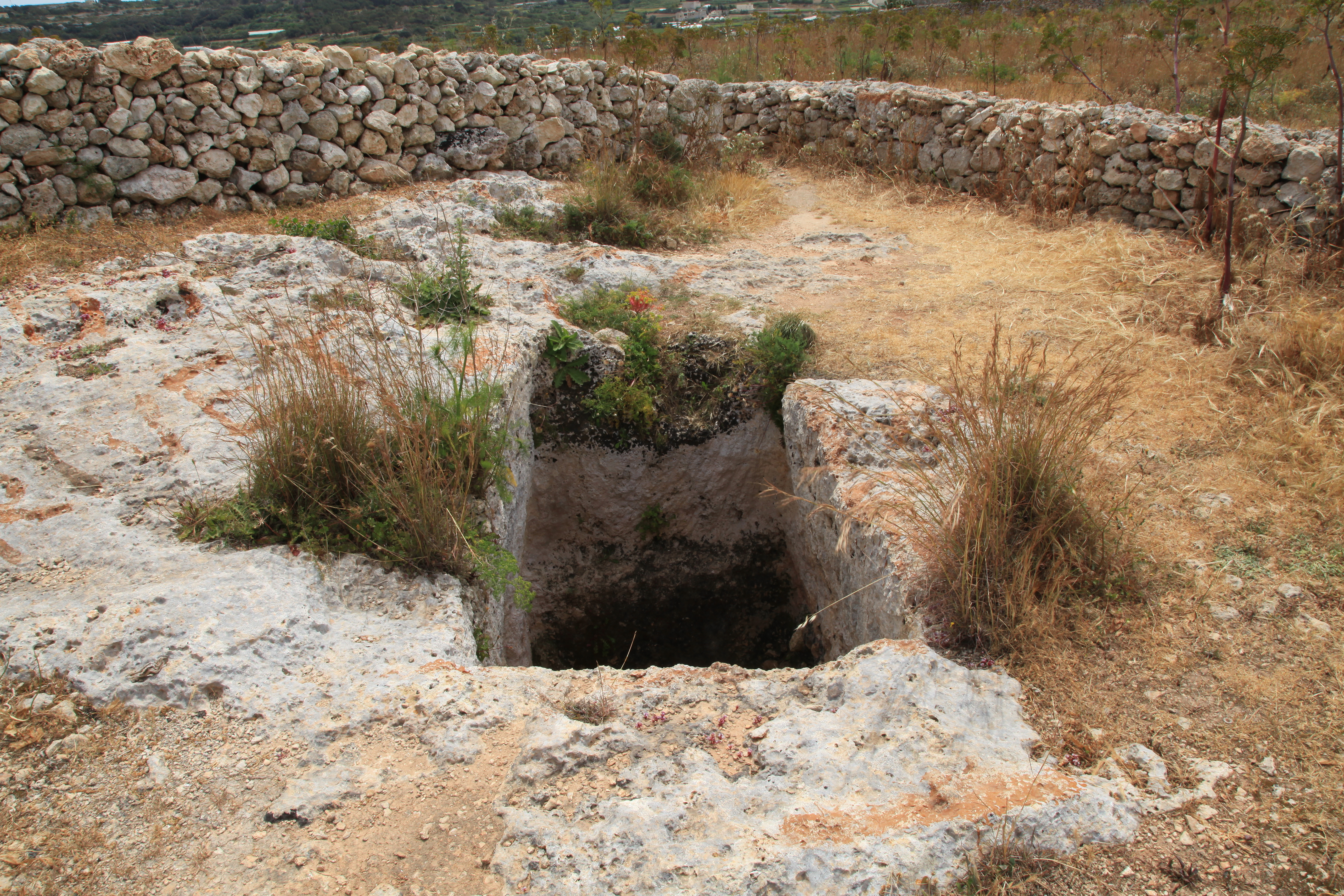
Grobowiec punicki

Xemxija Heritage Trail (znana również jako The Roman Road) - trasa spacerowa o długości 3,8 km wzdłuż historycznego szlaku, w przeszłości wykorzystywana przez pielgrzymów, udających się do Sanktuarium Matki Bożej z Mellieħy.
Trasa rozpoczyna się w okolicach Zatoki Xemxija i prowadzi w głąb lądu, przecinając okoliczne wzgórza i pola. Część trasy przebiega przez obszary ochrony przyrody, gdzie można spotkać różnorodne gatunki ptaków i roślin, charakterystycznych dla Malty.
Droga ta została zbudowana w czasach starożytnych, pod panowaniem Starożytnego Rzymu. Stanowiła ważne połączenie w ramach większej sieci dróg, umożliwiającymi transport i komunikację pomiędzy różnymi osadami i punktami strategicznymi na wyspie. Łączyła północne wybrzeże Malty z centrum miasta Mdina, dawnej stolicy Malty.

## Lista obiektów
Po drodze znajduje się 20 obiektów archeologicznych, w tym:
- jaskinie, pełniące w przeszłości rolę grobowców, mieszkań lub pomieszczeń dla zwierząt;
- rzymska pasieka z glinianymi garnkami do zbierania miodu;
- drzewo karobowe, najstarsze na wyspie;
- skały, na których wyryto znaki krzyża;
- ruiny megalitycznej świątyni;
- grobowce punickie;
- chata rolnika;
- łaźnie rzymskie.